# Innocent Bassande
Innocent Bassande est un acteur ivoirien. Il tourne dans la série Ma famille le rôle du petit ami de Nastou Traoré.

## Filmographie
- 2003-2008 : Ma famille
- 2007 : Un homme pour deux sœurs